# Constitution Rivier
De Constitution Rivier (Engels: Constitution River) is een rivier die door Barbados stroomt. 

## Loop
De Constitution Rivier begint aan de rand van de buitenwijken van Bridgetown. Hier stromen een aantal naamloze bronrivieren bij elkaar en vormen de Constitution Rivier. De grootste bronrivier (wederom naamloos) ontstaat nabij Allen View doordat meerdere riviertjes en beekjes samenkomen. Sommige van deze riviertjes ontstaan in grotten, een van deze riviertjes ontstaat in de Harrison's Cave, een belangrijke toeristische trekpleister van Barbados. Na de samenvloeiing van deze riviertjes stroomt de rivier door de buitenwijken en heeft het een karakter van een klein beekje, totdat de Constitution Rivier het centrum bereikt en meer het karakter krijgt van een gekanaliseerd riviertje. Uiteindelijk mondt het riviertje uit in de Caraïbische Zee.